# Kira Nerys
Kira Nerys je jedan od glavnih likova u znanstveno-fantastičnoj seriji Zvjezdane staze: Deep Space 9. Glumi ju Nana Visitor.

## Životopis
Kira Nerys je rođena 2343. godine u pokrajini Dakhur na Bajoru tijekom pedesetogodišnje kardasijske okupacije planeta. Odgojena je u radničkom kampu. Članovi njene obitelji bili su članovi obrtničke kaste.
2346. godine njenu majku, Kira Meru, Kardasijanci su odveli da bi služila umornim časnicima. Kira Taban, Nerysin otac, rekao je djeci da je njihova majka umrla. Tek je 2374. godine Nerys saznala istinu o majci.
U dobi od 12 godina Kira je unovačena u Shakaarovu ćeliju pokreta otpora koji se gerilski borio protiv kardasijske vojske i civila koji su podržavali okupaciju.

## Kronologija Kirinog života
- 2343. - rođena u pokrajini Dahkur na Bajoru
- 2346. - "umire" joj majka
- 2355. - postaje član Shakaarove čelije pokreta otpora
- 2357. - pomaže osloboditi radnički kamp Gallitep
- 2365. - dobiva zadatak pronaći popis bajorskih kolaboracionista; upoznaje Oda
- 2369. - Bajor je oslobođen; Kira ulazi u Bajoran Militiju; dodijeljena je kao prva časnica na postaju Deep Space Nine; zapovijeda da se DS9 pomakne bliže crvotočini; pilotira brodom Yangtze Kiang u misiji u Gamma kvadrantu, spuštanjem na planet pogiba kai Opaka
- 2370. - ulazi u vezu s vedekom Bereilom Antosom; susreće se s Kuglom proročanstva i promjene
- 2371. - vedek Bereil Antos umire; Kira biva oteta i odvedena na Kardasiju gdje je operacijom dobila izgled Iliane Ghemor, kardasijske operativke iz Opsidijanskog reda
- 2373. - postaje surogat majka, rađa Kirayoshija O'Briena
- 2374. - pomoću Kugle vremena putuje kroz vrijeme u 2346. godinu na Terok Nor i otrkiva da njena majka nije umrla kako je mislila već je postala ljubavnica gula Dukata
- 2374. - počinje izlaziti s Odom
- 2375. - dobiva čin pukovnice; privremeno postaje časnica s činom kapetana fregate u Zvjezdanoj Floti te se pridružuje kardasijskom pokretu otpora; Odo odlazi u Veliku vezu; preuzima zapovjedništvo nad postajom DS9